# Firefall (gra komputerowa)
Firefall – wieloosobowa gra komputerowa z gatunków first-person shooter i third-person shooter stworzona przez Red 5 Studios i wydana przez firmę The9. Premiera gry odbyła się 29 lipca 2014 roku. Firefall łączy w sobie elementy zarówno strzelanek jak i niektórych aspektów fabularnych znanych z gier MMORPG.
W dniu 7 lipca 2017 roku Red 5 Studios ogłosiło zawieszenie gry. Jednocześnie zapowiedziano też, że powstaje mobilna wersja gry.

## Odbiór gry
Gra spotkała się z mieszanymi reakcjami krytyków, uzyskując według agregatora Metacritic średnią ocen 60/100 punktów oraz 54,8% według serwisu GameRankings.